# Charleston (Virginia Occidental)
Charleston es la capital y la ciudad más grande del estado estadounidense de Virginia Occidental. Ubicada a la orilla del río Kanawha, en el condado de Kanawha, en el censo de 2020 tenía una población de 51 400 habitantes y una densidad poblacional de 610 personas por km².

## Historia

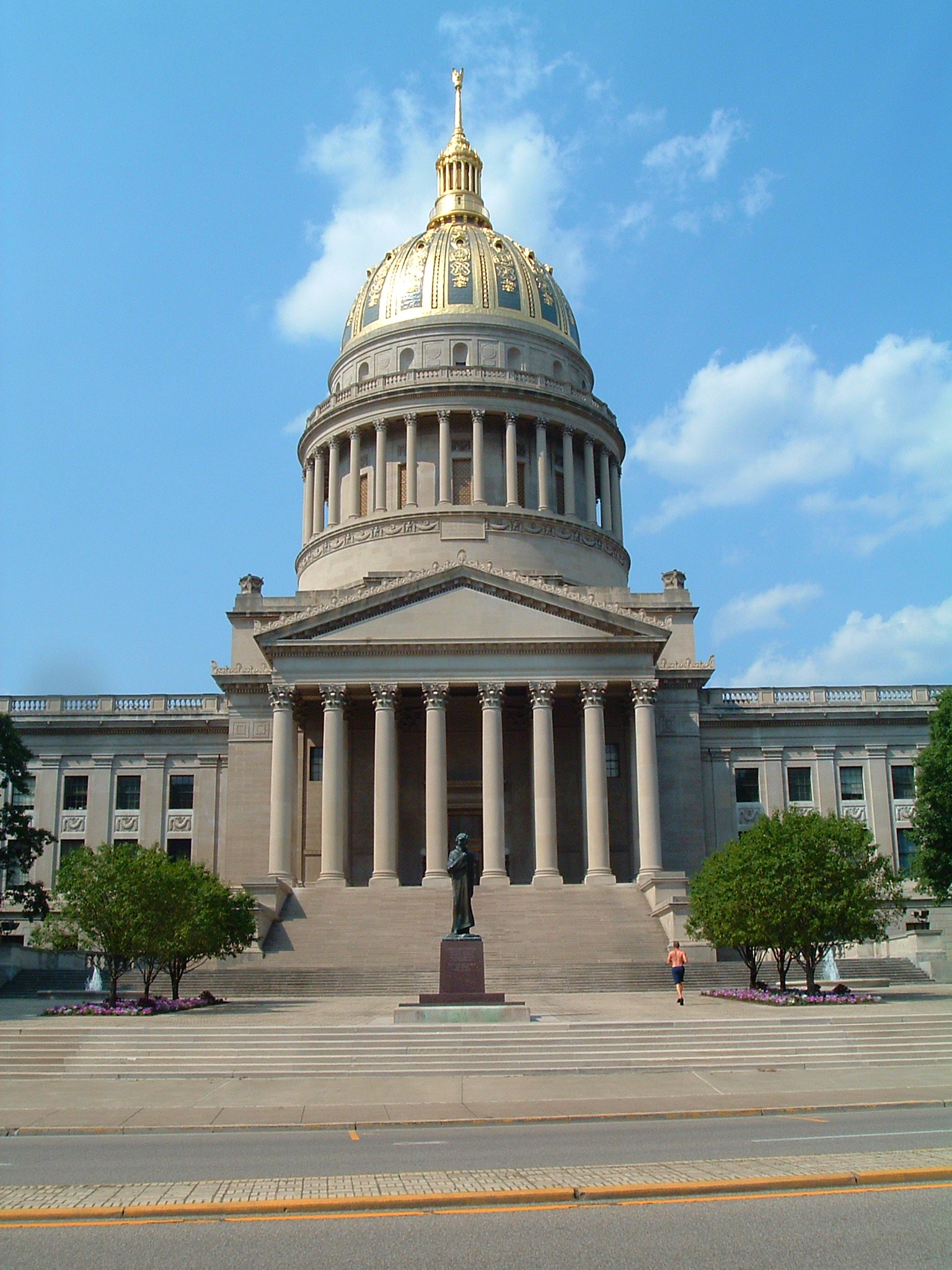
El Capitolio Estatal de Virginia Occidental

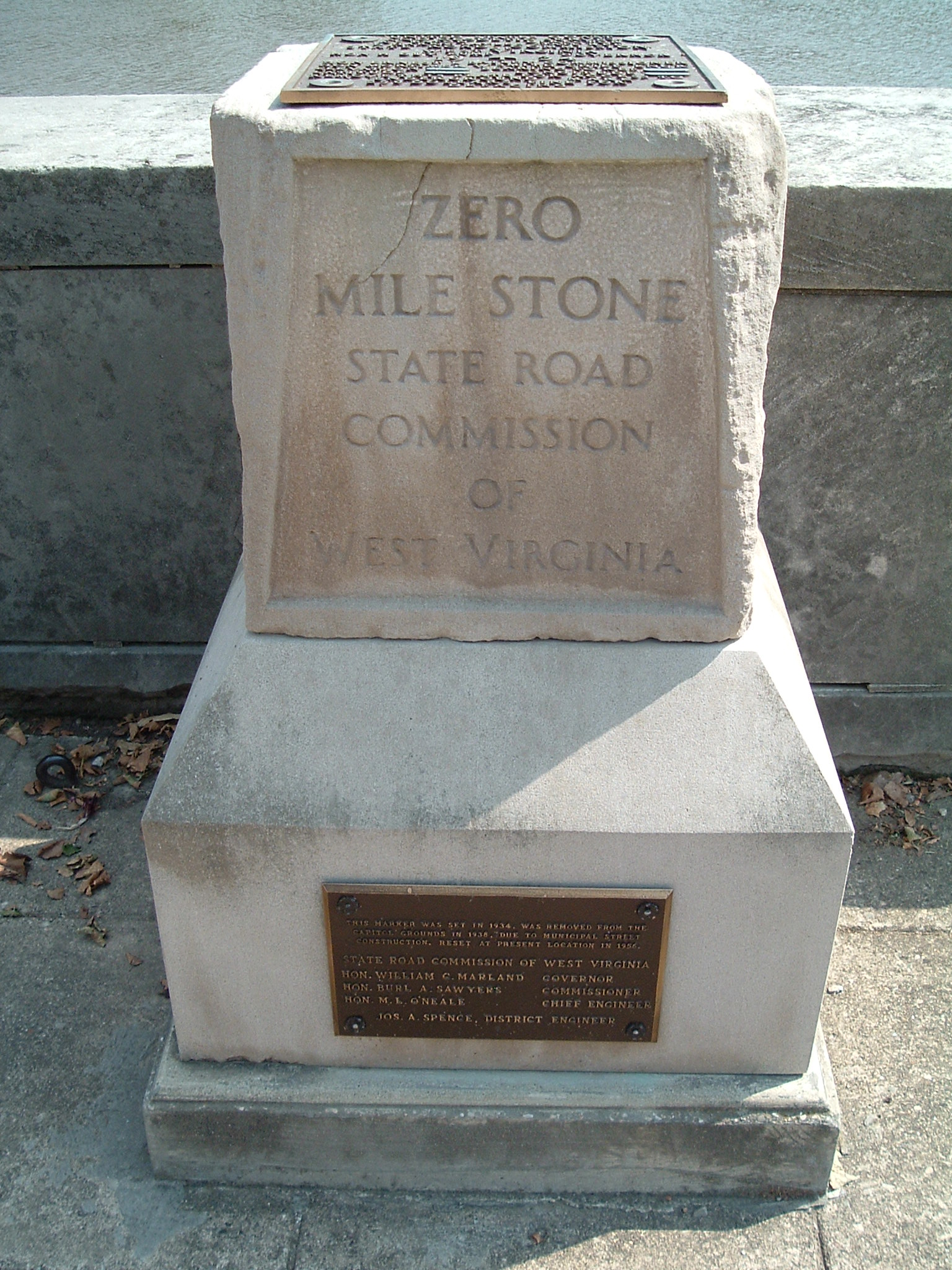
Piedra Miliar Cero

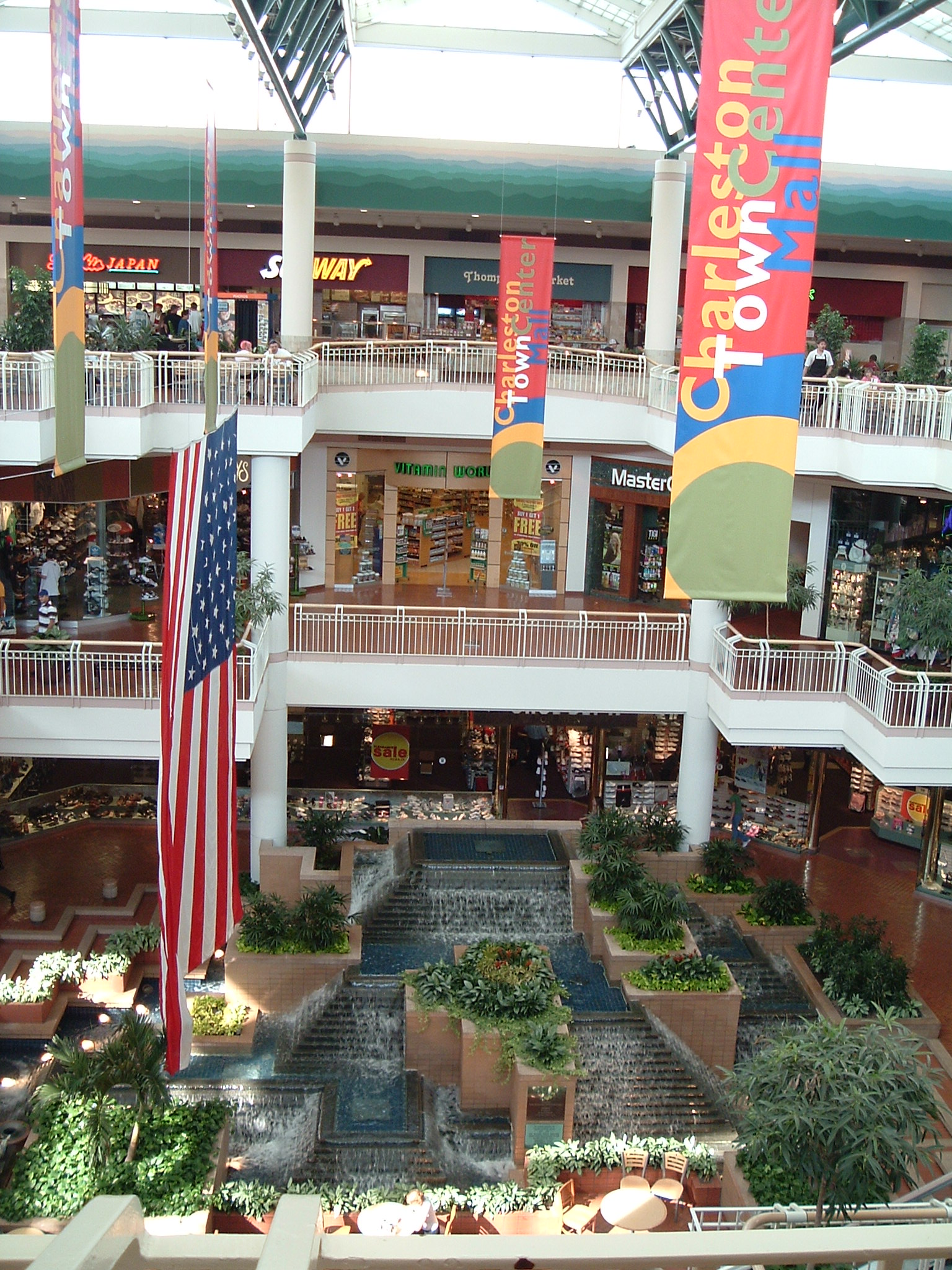
Charleston Town Center

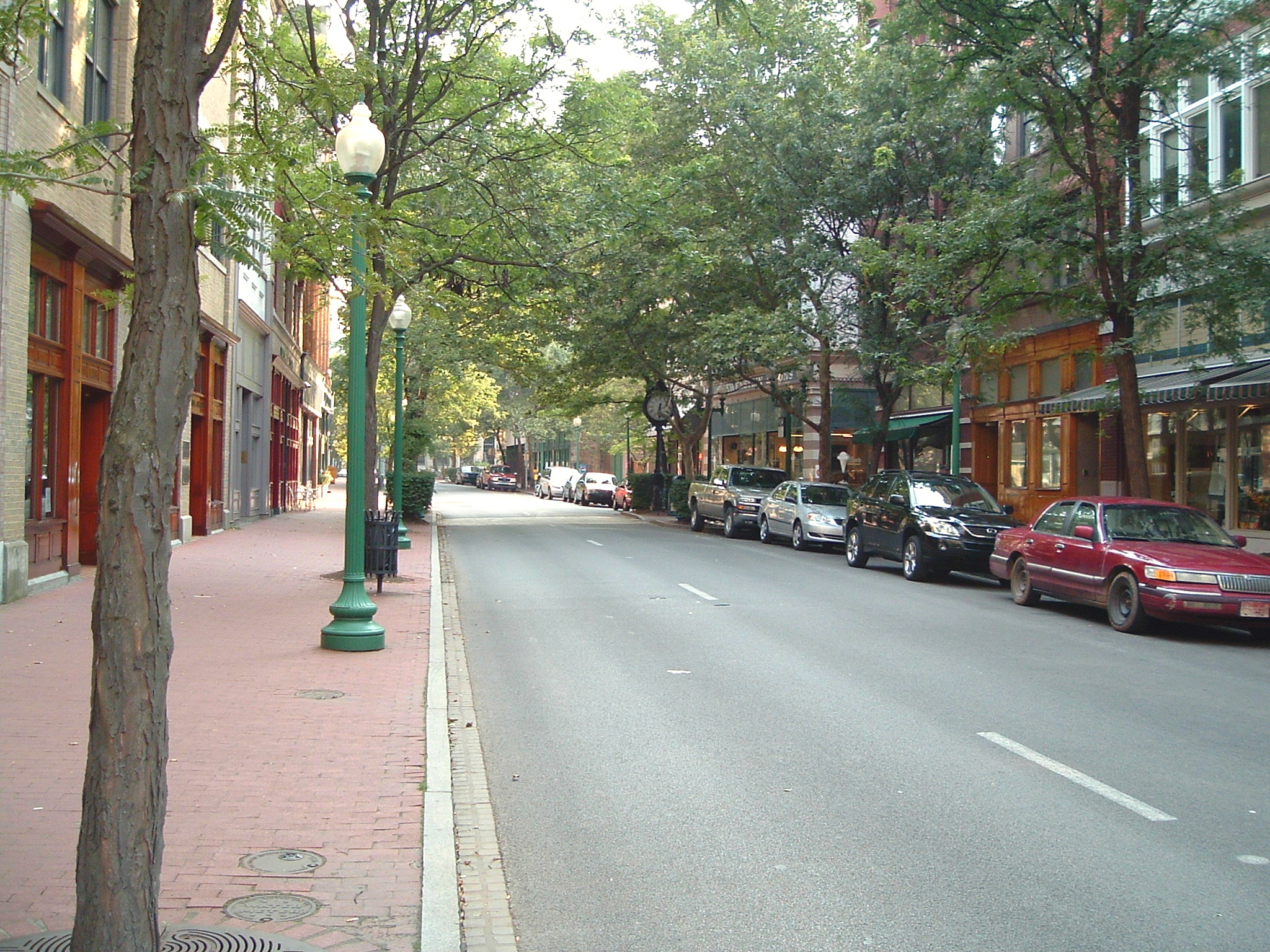
Calle Capitol en el centro de Charleston

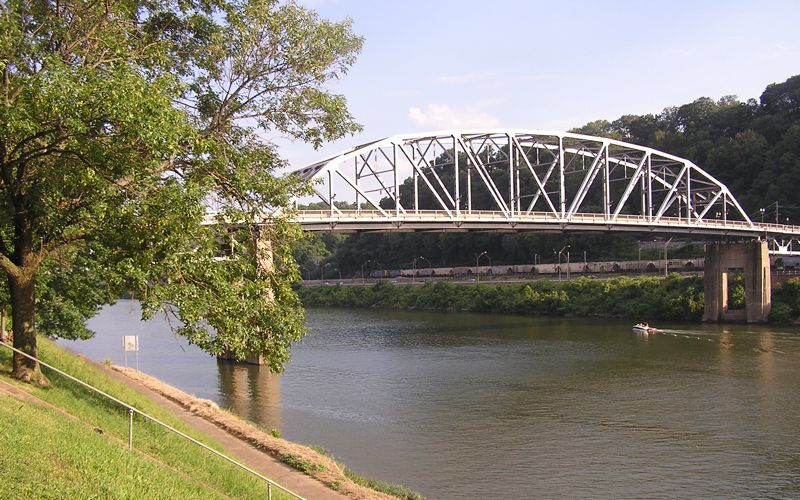
Río Kanawha en el centro de Charleston

### Comienzos
Después de la guerra de la Independencia estadounidense, los pioneros llegaron a la parte del estado de Virginia que es actualmente Virginia Occidental. Muchos de ellos migraron a la zona oeste de Virginia. La capitalización de los recursos producidos, hizo a Charleston un centro importante de Virginia y de Virginia Occidental. Charleston ha sido la ciudad más grande en el estado de Virginia Occidental y su capital.
La historia de Charleston se remonta al siglo XVIII. Thomas Bullitt era propietario de las tierras cercanas a la desembocadura del río Elk en 1773. Fueron legadas a su hermano, Cuthbert Bullitt, tras su muerte en 1782, y vendidas al Coronel Clendenin en 1786.
El primer poblado, Fort Lee, fue construido en 1787 por el coronel Savannah Clendenin y su compañía de Virginia Rangers. Su estructura ocupaba el área de la actual intersección de la calle Brooks y el bulevar Kanawha. La coyuntura histórica indica que Charleston toma su nombre del hermano del coronel Clendenin llamado Charles. Charles Town fue luego acortado a Charleston para evitar la confusión con otro Charles Town al este de Virginia Occidental, que tomó su nombre de Charles, hermano de George Washington.
Seis años más tarde, la Asamblea de Virginia Occidental oficialmente se estableció en Charleston. En los 40 acres que formaban el pueblo en 1794, sus habitantes ocupaban siete casas. 
Charleston es parte del condado de Kanawha. La palabra Kanawha deriva del dialecto iroqués de la región y quiere decir "cauce de agua" o "camino de la canoa" implicando la metáfora de su medio de transporte en su lengua local. Ese ha sido el nombre del río que atraviesa a Charleston, río Kanawha. De hecho, la prisión de dos plantas fue la primera estructura del condado en ser construida, con su planta baja literalmente debajo del banco del río Kanawha.

### Desarrollo moderno
En 1983, el centro comercial Charleston Town Center abrió sus puertas. Fue el centro comercial más grande al este del río Misisipi, con tres pisos de locales comerciales y centros de comida. La revitalización del centro comenzó más temprano en 1980. Varias firmas se establecieron a lo largo de las calles Capitol y Quarrier con sus nuevas facahadas, árboles y veredas empedradas. Por un tiempo, la apertura del centro comercial tuvo un impacto negativo en las calles principales de Charleston, ya que muchos comercios cerraron y se trasladaron al centro comercial. Por un tiempo, la zona comercial parecía un "pueblo fantasma" y llevó varios años revertir la situación. A partir de 1990, la calle Hale y otras calles aledañas tienen una mezcla ecléctica de restaurantes, tiendas, comercios y servicios que forman la pieza central del centro de Charleston. 
El nuevo edificio federal Robert C. Byrd, el parque Haddad Riverfront y el Mercado Capitol son solo algunos de los nuevos emprendimientos que han contribuido con el crecimiento del centro de Charleston durante los años 90. Charleston también es conocida por ser un centro primario en cuidado de la salud. 
En 1983, WV Public Radio lanzó un programa de actuaciones musicales en vivo denominado Mountain State.

## Geografía
Charleston se encuentra ubicada en las coordenadas 38°20′55″N 81°37′56″O / 38.34861, -81.63222. Según la Oficina del Censo de los Estados Unidos, Charleston tiene una superficie total de 84,59 km², de la cual 81,64 km² corresponden a tierra firme y (3.49 %) 2.95 km² es agua.

### Clima
| Parámetros climáticos promedio de Charleston, Virginia Occidental (Yeager Airport), normales 1991–2020, extremos 1892–presente | Parámetros climáticos promedio de Charleston, Virginia Occidental (Yeager Airport), normales 1991–2020, extremos 1892–presente | Parámetros climáticos promedio de Charleston, Virginia Occidental (Yeager Airport), normales 1991–2020, extremos 1892–presente | Parámetros climáticos promedio de Charleston, Virginia Occidental (Yeager Airport), normales 1991–2020, extremos 1892–presente | Parámetros climáticos promedio de Charleston, Virginia Occidental (Yeager Airport), normales 1991–2020, extremos 1892–presente | Parámetros climáticos promedio de Charleston, Virginia Occidental (Yeager Airport), normales 1991–2020, extremos 1892–presente | Parámetros climáticos promedio de Charleston, Virginia Occidental (Yeager Airport), normales 1991–2020, extremos 1892–presente | Parámetros climáticos promedio de Charleston, Virginia Occidental (Yeager Airport), normales 1991–2020, extremos 1892–presente | Parámetros climáticos promedio de Charleston, Virginia Occidental (Yeager Airport), normales 1991–2020, extremos 1892–presente | Parámetros climáticos promedio de Charleston, Virginia Occidental (Yeager Airport), normales 1991–2020, extremos 1892–presente | Parámetros climáticos promedio de Charleston, Virginia Occidental (Yeager Airport), normales 1991–2020, extremos 1892–presente | Parámetros climáticos promedio de Charleston, Virginia Occidental (Yeager Airport), normales 1991–2020, extremos 1892–presente | Parámetros climáticos promedio de Charleston, Virginia Occidental (Yeager Airport), normales 1991–2020, extremos 1892–presente | Parámetros climáticos promedio de Charleston, Virginia Occidental (Yeager Airport), normales 1991–2020, extremos 1892–presente |
| Mes | Ene. | Feb. | Mar. | Abr. | May. | Jun. | Jul. | Ago. | Sep. | Oct. | Nov. | Dic. | Anual |
| --- | --- | --- | --- | --- | --- | --- | --- | --- | --- | --- | --- | --- | --- |
| Temp. máx. abs. (°C) | 27.2 | 27.2 | 33.3 | 35.6 | 36.7 | 40.6 | 42.2 | 42.2 | 40 | 35.6 | 30.6 | 26.7 | 42.2 |
| Temp. máx. media (°C) | 6.6 | 8.8 | 13.8 | 20.8 | 24.6 | 28.4 | 30 | 29.6 | 26.4 | 20.4 | 14.1 | 8.6 | 19.3 |
| Temp. media (°C) | 1.7 | 3.4 | 7.8 | 13.8 | 18.2 | 22.4 | 24.3 | 23.7 | 20.2 | 13.9 | 8 | 3.7 | 13.4 |
| Temp. mín. media (°C) | -3.3 | -1.9 | 1.7 | 6.9 | 11.8 | 16.4 | 18.6 | 17.8 | 13.9 | 7.4 | 2 | -1.2 | 7.5 |
| Temp. mín. abs. (°C) | -26.7 | -24.4 | -20.6 | -7.8 | -3.3 | 0.6 | 7.8 | 5 | 0 | -8.3 | -14.4 | -27.2 | -27.2 |
| Precipitación total (mm) | 83.1 | 85.3 | 105.2 | 90.4 | 125.2 | 119.9 | 136.7 | 95.3 | 87.9 | 73.9 | 81.3 | 90.4 | 1174.5 |
| Nevadas (cm) | 26.2 | 19.6 | 15 | 1.3 | 0 | 0 | 0 | 0 | 0 | 1.5 | 3.8 | 12.7 | 80 |
| Días de precipitaciones (≥ 0.2 mm)                                                                                             | 14.8 | 13.7 | 14.8 | 13.4 | 14.1 | 12.5 | 12.8 | 10.6 | 9.0 | 10.1 | 11.0 | 14.2 | 151.0 |
| Días de nevadas (≥ 0.2 cm) | 7.6 | 6.2 | 3.9 | 0.5 | 0.0 | 0.0 | 0.0 | 0.0 | 0.0 | 0.1 | 1.5 | 4.1 | 23.9 |
| Fuente: NOAA | | | | | | | | | | | | | |

## Demografía
Según el censo de 2010, había 51 400 personas residiendo en Charleston. La densidad de población era de 607,66 hab./km². De los 51 400 habitantes, Charleston estaba compuesto por el 78,39 % blancos, el 15,5 % eran afroamericanos, el 0,24 % eran amerindios, el 2,3 % eran asiáticos, el 0,04 % eran isleños del Pacífico, el 0,34 % eran de otras razas y el 3,2 % pertenecían a dos o más razas. Del total de la población el 1.35 % eran hispanos o latinos de cualquier raza.

### Suburbios
Las siguientes comunidades están dentro del área mayor de Charleston:
- Alum Creek
- Belle
- Cabin Creek
- Campbells Creek
- Clendenin
- Chesapeake
- Coal Fork
- Cross Lanes
- Dunbar
- Dupont City
- Elkview
- Institute
- Malden
- Marmet
- Mink Shoals
- Nitro
- Pinch
- Pocatalico
- Pratt
- Quick
- Rand
- St. Albans
- Scott Depot
- Sissonville
- South Charleston
- Spring Hill
- Upper Falls